# 廈門高崎駅
廈門高崎駅（アモイこうきえき）は中華人民共和国廈門市湖里区に位置する中国国鉄南昌鉄路局が管轄する駅である。1956年に開業した。

## 所属路線
- 中国国鉄
  - 鷹廈線：鷹潭駅起点より685km、廈門駅終点まで9km

## 駅構造
- 単式ホーム1面、島式ホーム1面の地上駅である。

## 歴史
- 1956年 - 廈門北駅として開業。
- 2010年 - 新設した廈門北駅に区別するために高崎駅に改称。
- 2012年 - 廈門高崎駅に改称。

## 隣の駅
中国国鉄
鷹廈線
杏林駅 - 廈門高崎駅 - 廈門駅

## 駅周辺
廈門高崎国際空港
この地を占領した日本によって建設された空港。
座標: 北緯24度32分24秒 東経118度06分35秒 / 北緯24.53997度 東経118.10966度